# 5936 Khadzhinov
5936 Khadzhinov este un asteroid din centura principală de asteroizi.

## Descriere
5936 Khadzhinov este un asteroid din centura principală de asteroizi. A fost descoperit pe 29 martie 1979 la Observatorul de Astrofizică din Crimeea de Nikolai Cernîh. El prezintă o orbită caracterizată de o semiaxă mare de 3,00 ua, o excentricitate de 0,05 și o înclinație de 10,8° în raport cu ecliptica.